# ЭП2Тв
ЭП2Тв (Электропоезд Пригородный, 2-й тип, Тверской) — проект электропоезда постоянного тока, созданный ОАО «Тверской вагоностроительный завод» (ТВЗ).

## История создания
Поезд спроектирован на ТВЗ (входящем в состав ЗАО «Трансмашхолдинг»). По проекту состав должен был оснащаться асинхронным тяговым приводом.
Прототип головного вагона был представлен в рамках железнодорожной выставки «Экспо 1520» 2017 года. Опытный образец планировалось создать в течение 2018 года, а серийное производство организовать в 2019 году.

## Общие сведения

### Назначение
Электропоезд предназначен для эксплуатации на электрифицированных железнодорожных линиях с номинальным напряжением постоянного тока 3000 В и колеёй 1520 мм. Серия ЭП2Тв оформлена как пригородный электропоезд, однако проектом предусмотрена возможность эксплуатации поездов серии также на межрегиональных пассажирских перевозках.

### Составность
По проекту один состав ЭП2Тв может включать от 4 до 11 вагонов, а при эксплуатации по системе многих единиц — до 14 вагонов. Основная составность 11 вагонов.

### Технические характеристики
Основные параметры 11-вагонного электропоезда (проектные данные) :
- Размеры:
  - длина состава по осям автосцепок — 246 500 мм;
  - высота уровня пола — 1300 мм;
  - ширина дверного проёма — 1400 мм;
- Вместимость:
  - расчётная — 1970;
  - максимальная — 3388;
- Тяговые характеристики:
  - напряжение и род тока — 3000 В постоянного тока;
  - суммарная мощность ТЭД — 7200 кВт;
  - максимальная служебная скорость — 160 км/ч;
  - среднее ускорение при пуске — 0,7 м/с²

## Конструкция

### Кузов
Базовая версия электропоезда предназначена для эксплуатации на линиях, оборудованных высокими пассажирскими платформами. Тем не менее конструкция кузова предусматривает возможность входа и выхода пассажиров с низких платформ по дополнительному требованию в случае дооборудования тамбуров ступенями и поручнями, а также подъемниками для инвалида в коляске в первом тамбуре головного вагона.

### Интерьер
Интерьер электропоезда спроектирован с учётом создания максимального комфорта как сидящих, так и стоящих пассажиров. Тамбуры выполнены увеличенными и оборудованы прислонно-сдвижными дверями шириной 1400 мм. В зоне двух первых рядов кресел за счет установки их по схеме 2+2 образованы «карманы», широкие проходы позволяют разделить пассажиропотоки, снизить концентрацию пассажиров в максимально нагруженных зонах вагона. В свою очередь, это способствует увеличению пропускной способности электропоезда при большой заселённости состава. Дополнительные поручни установлены в местах перехода с конфигурации кресел с 3+3 на 2+2, а также в зонах для проезда инвалидов в колясках. На креслах в зонах размещения по схеме 3+3 установлены поручни, позволяющие держаться одновременно двум пассажирам, не препятствуя при этом движению вдоль салона.
Межвагонные переходы выполнены сквозными. В дверном проёме головных вагонов установлены пандусы для въезда/выезда кресла-коляски. В этих же вагонах в непосредственной близости к кабине машиниста расположены зоны для пассажиров с ограниченными возможностями, что упрощает оказание помощи таким пассажирам со стороны помощника машиниста. Эти зоны имеют по два места для проезда инвалидов в коляске с возможностью её фиксации на месте. Здесь же оборудован туалетный комплекс, адаптированный для использования инвалидами-колясочниками. Кроме того, эти туалетные комплексы оснащены пеленальными столиками для младенцев.
Для доступности информации для пассажиров с нарушениями зрения необходимые надписи в салоне продублированы табличками, выполненными шрифтом Брайля .
Багажные полки выполнены из металла и содержат прозрачные вставки, что обеспечивает визуальный контроль за вещами на них.
Вагоны оборудованы системой видеонаблюдения, связью «пассажир – машинист», системой пожаротушения. Имеется комплект легкосъёмных огнетушителей. Хорошо просматриваемые тамбуры и опоры кресел позволяют легко определить наличие оставленных посторонних предметов. Поезд оборудован системой диагностики, позволяющей определять необходимость проведения регламентных работ.

### Комментарии
1. ↑  Составность от 12 до 14 вагонов включительно обеспечивается применением системы многих единиц.
2. ↑  Высокая платформа — платформа, высота которой над уровнем головки рельса (УГР) составляет 1100 мм. Средняя платформа — платформа, высота которой над УГР составляет 550 мм. Низкая платформа — платформа, высота которой над УГР не более 200 мм[4].